# De zaak Schaap
De zaak Schaap: fraude bij de landsadvocaat is een Nederlandse docudramaserie, gemaakt door productiehuis CCCP en te zien op NPO Start. De serie volgt de zaak rond Frank Oranje, notaris en partner bij Pels Rijcken, het kantoor dat ook de landsadvocaat levert.
Naast documentair is de serie ook opiniërend, in de laatste afleveringen wordt er kritiek geuit op zowel de (afwezigheid van) interne controle op de notarisbranche, waardoor de fraude kon ontstaan en voortduren, als op de verwevenheid tussen de staat en het kantoor, waardoor de landsadvocaat niet onafhankelijk genoeg zou kunnen opereren.

## Inhoud
De serie vertelt het verhaal van een fraude gepleegd door Mr. Frank Oranje, notaris en bestuursvoorzitter bij Pels Rijcken. Oranje stond bekend als integer, maar wist door schuiven met, en het afromen van, derdengeldrekeningen uiteindelijk 11,4 miljoen euro te verduisteren. Begin 2019 begint er bij de "financial intelligence unit" van het OM een onderzoek naar Oranje. Op 6 november 2020 vindt de politie het lichaam van Oranje, die zelfmoord heeft gepleegd.
De serie legt uit hoe de fraude kon ontstaan, wat voor persoon Frank Oranje was, wat zijn positie binnen het bedrijf was en hoe het kon dat deze fraude langdurig niet opgemerkt is, noch door collega's, noch door klanten van de derdengeldrekeningen. Daarnaast werpt de serie de vraag op of een kantoor dat niet betrouwbaar is gebleken, zich nog wel als landsadvocaat kan opwerpen, en of er niet te veel verwevenheid is tussen de staat en het kantoor van de landsadvocaat, waardoor deze niet onafhankelijk genoeg zou kunnen opereren.

### Afleveringen
| Nr. | Aflevering    | Datum            | Inhoud |
| --- | ------------- | ---------------- | ------ |
| 1   | Mr. Integrety | 4 augustus 2023  |        |
| 2   | De fraude     | 11 augustus 2023 |        |
| 3   | De tuchtzaak  | 18 augustus 2023 |        |
| 4   | De erfenis    | 25 augustus 2023 |        |

## Rolverdeling
Jeroen Spitzenberger is de verteller van het verhaal. Verder worden vele mensen geïnterviewd en archiefbeelden gebruikt, maar er zijn ook scenes nagespeeld, vooral met Frank Oranje en zijn collega's. Die rollen worden door Joeri de Bruin, Wiljan Keijl, Rondal Kievit, Jaap van der Panne, Gijs Geurtsen en Daan Aufenacker ingevuld.